# Nur Fettahoğlu
Nur Fettahoğlu (Duisburgo, 12 de noviembre de 1980) es una actriz turca nacida en Alemania. Es conocida por interpretar a Peyker en Aşk-ı Memnu, y a Mahidevran en Muhteşem Yüzyıl.

## Biografía
Nur Fettahoğlu nació el 12 de noviembre de 1980 en Duisburgo, Alemania. Es una de los cinco hijos de Sinan y Fatma Fettahoğlu.
Es graduada en Diseño de Modas de la Universidad Haliç en Estambul. Trabajó como presentadora de noticias financieras del canal SkyTürk, después de haber trabajado en bancos.

## Vida privada
Ha estado casada en dos ocasiones y tiene una hija llamada Elisa, que nació el 11 de febrero de 2016.

## Filmografía
| Año       | Título                  | Personaje            | Nota                |
| --------- | ----------------------- | -------------------- | ------------------- |
| 2007      | Benden Baba Olmaz       | Tülay Cenk           | Serie de televisión |
| 2007      | Gönül Salıncağı         | Aylin Arısoy         | Serie de televisión |
| 2008-2010 | Amor prohibido          | Peyker Yöreoğlu Önal | Serie de televisión |
| 2010      | Gişe Memuru             |                      | Película            |
| 2011      | Kurtlar Vadisi Filistin | Simone Levi          | Película            |
| 2011-2014 | Muhteşem Yüzyıl         | Mahidevran Sultan    | Serie de televisión |
| 2014-2015 | Hayat Yolunda           | Şafak Günay          | Serie de televisión |
| 2015      | Filinta                 | Süreyya              | Serie de televisión |
| 2017      | Fi                      | Billur               | Serie web           |
| 2018      | Payitaht: Abdülhamid    | Princesa Efsun       | Serie de televisión |
| 2019      | Kardeş Çocukları        | Umay Karay           | Serie de televisión |
| 2020      | Babil                   | Eda                  | Serie de televisión |